# 满江街道
满江街道是中华人民共和国云南省大理白族自治州大理市下辖的一个街道办事处。为大理白族自治州人民政府驻地。

## 历史
2019年7月8日，云南省人民政府批复同意撤销下关镇。2019年12月25日，大理白族自治州人民政府批复同意设立下关、太和、满江三个街道。2020年6月16日，满江街道办事处正式挂牌成立。:392

## 行政区划
满江街道下辖8个社区居委会、2个村民委员会：
- 社区居委会：明珠社区、登龙社区、西窑社区、天井社区、云瑞社区、云岭社区、满江社区、珠海社区
- 村民委员会：红山村、晋湖村